# سیمون اس لم
سیمون اس لم (انگلیسی: Simon S. Lam؛ زادهٔ ۳۱ ژوئیهٔ ۱۹۴۷) دانشمند رایانه و استاد دانشگاه اهل ایالات متحده آمریکا است. او در سال ۲۰‍۱۸ از دانشگاه تگزاس در آستین به عنوان استاد و رئیس، شماره ۱ در علوم رایانه بازنشسته شد.